# Thác Yang Bay
Thác Yang Bay là thác nằm trên dòng sông Cầu ở vùng đất xã Khánh Phú huyện Khánh Vĩnh tỉnh Khánh Hòa, Việt Nam 
Tên gọi "Yang Bay" theo tiếng Ra Glai có nghĩa là "Thác Trời".
Sông Cầu là phụ lưu của Sông Cái Nha Trang, chảy ở huyện Khánh Vĩnh tỉnh Khánh Hòa. Sông bắt nguồn từ vùng núi giáp ranh với huyện Khánh Sơn, còn là một khu rừng nguyên sinh, chảy hướng đông bắc qua xã Khánh Phú đổ vào sông Cái ở xã Sông Cầu huyện Khánh Vĩnh.
Khu vực Thác Yang Bay hiện đã phát triển thành khu du lịch, đường ô tô đi tương đối thuận lợi, cách thành phố biển Nha Trang chưa đến 45 km. Yang Bay nằm giữa một thung lũng rộng cỡ 570 ha, có độ cao 100 m so với mực nước biển. Các núi bao quanh còn là rừng nguyên sinh quanh năm mát mẻ, khí hậu trong lành. Thác hấp dẫn rất nhiều du khách không chỉ bởi vẻ đẹp hoang sơ hiếm có của núi rừng, hoa cỏ mà còn bởi vẻ đẹp hùng vĩ của thác nước cũng như không khí thoáng mát mẻ..
Cách Thác Yang Bay cỡ 16 km hướng nam, bên kia dãy núi, là Thác Tà Gụ 12°02′58″B 108°55′12″Đ / 12,049353°B 108,919998°Đ trên suối Tà Gụ xã Sơn Hiệp huyện Khánh Sơn tỉnh Khánh Hòa.